# Sprained Ankle
Sprained Ankle è il primo album in studio della cantautrice statunitense Julien Baker, pubblicato nel 2015.

## Tracce
Testi e musiche di Julien Baker.
1. Blacktop – 4:43
2. Sprained Ankle – 2:22
3. Brittle Boned – 3:37
4. Everybody Does – 2:25
5. Good News – 3:31
6. Something – 3:52
7. Rejoice – 3:33
8. Vessels – 4:26
9. Go Home – 5:04